# Mantidactylus

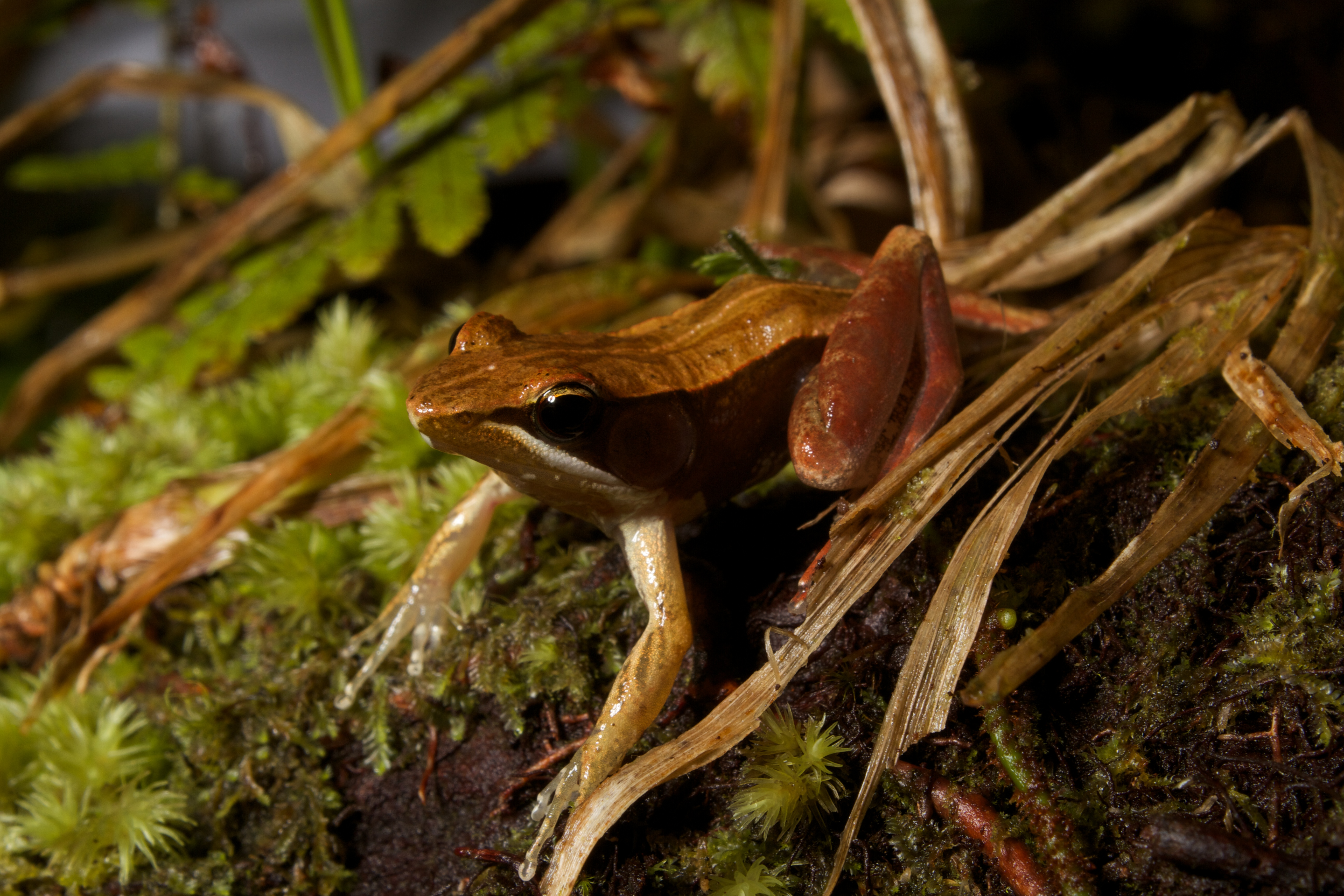
Mantidactylus (Chonomantis) opiparis

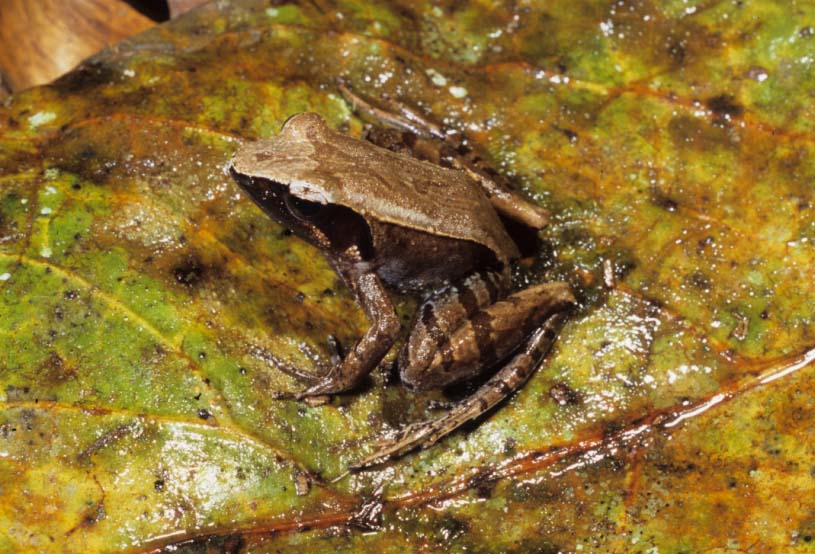
Mantidactylus (Chonomantis) aerumnalis

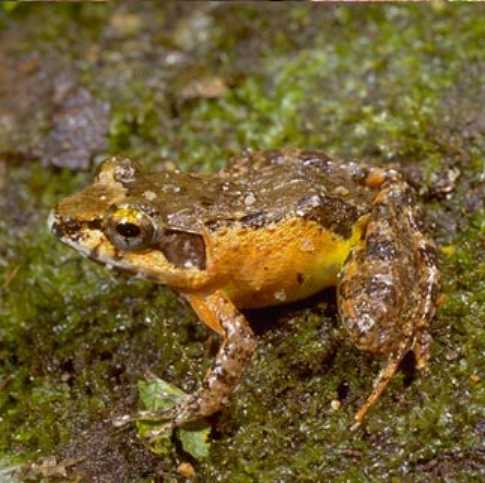
Mantidactylus (Brygoomantis) betsileanus

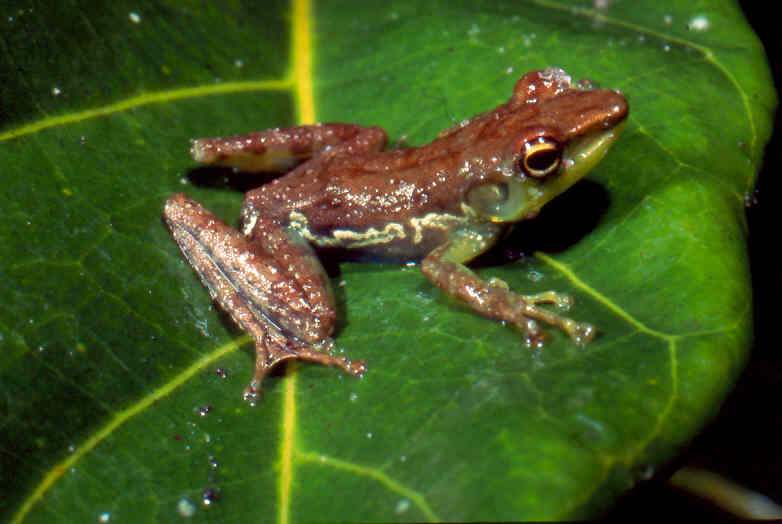
Mantidactylus (Maitsomantis) argenteus

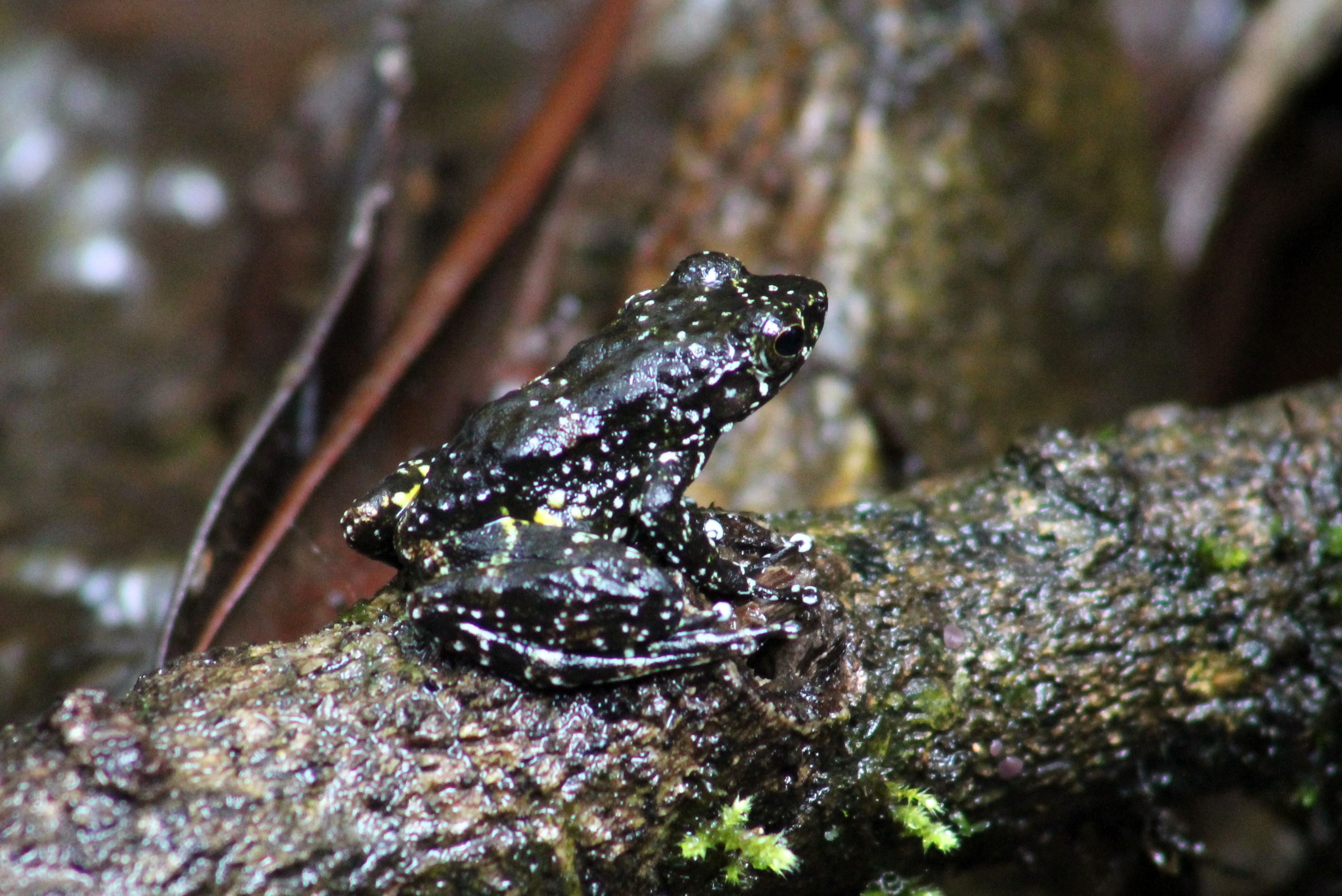
Mantidactylus (Hylobatrachus) lugubris

Mantidactylus ist eine Froschgattung aus der Familie der Madagaskarfrösche.

## Merkmale
Obwohl viele Arten der Gattung Mantidactylus bereits ausgegliedert und in eigene Gattungen gestellt worden sind, ist die Gruppe noch immer aus sehr unterschiedlichen Arten zusammengesetzt, die eine Gliederung in Untergattungen nötig machte. Die Arten sind eher klein bis mittelgroß, wobei jedoch die Arten der nominalen Untergattung Mantidactylus (Mantidactylus) eine Ausnahmeerscheinung bilden. Zu dieser Untergattung gehört auch Mantidactylus guttulatus, der mit bis zu 12 Zentimetern Kopf-Rumpf-Länge größte Frosch Madagaskars.
Die Vertreter der Gattung Mantidactylus sind meist nicht so auffällig gefärbt wie die Arten der verwandten Gattung der Madagaskar-Buntfrösche, sondern tragen eher Tarnfarben. Die Männchen haben keine Brunftschwielen, jedoch Femoraldrüsen an der Unterseite der hinteren Oberschenkel. Zwischen den Zehen tragen die Hinterfüße Schwimmhäute, deren Fläche abhängig von Art und Geschlecht ist.

## Verbreitung
Die Arten der Gattung Mantidactylus sind auf Madagaskar und den benachbarten Inseln verbreitet. Die auch auf Mayotte (Komoren) vorkommende frühere Mantidactylus-Art Gephyromantis granulatus wird zu einer anderen Gattung innerhalb der Unterfamilie Mantellinae gestellt.

## Lebensweise
Die meisten Arten sind bodenbewohnend und leben entlang langsam fließender Gewässer. Sie entwickeln sich über ein Kaulquappenstadium im Wasser.

## Systematik und Taxonomie
Die Gattung Mantidactylus wurde von dem Herpetologen Boulenger im Jahr 1895 erstmals beschrieben. Mantidactylus guttulatus, damals noch als Rana guttulata bekannt, wurde die Typusart der Gattung.

### Äußere Systematik
Lange Zeit befanden sich in dieser Gattung sehr unterschiedliche Froscharten aus verschiedenen Lebensräumen auf Madagaskar. Später wurden diese jedoch zu Artengruppen zusammengestellt, die danach zu eigenen Gattungen erhoben wurden, darunter die heute in der Unterfamilie Mantellinae zusammengefassten Gattungen Blommersia, Boehmantis, Gephyromantis, Guibemantis, Spinomantis und Wakea.

### Untergattungen
Sechs Untergattungen werden derzeit in der Gattung Mantidactylus unterschieden:
- M. (Mantidactylus) Boulenger, 1895
- M. (Brygoomantis) Dubois, 1992
- M. (Chonomantis) Glaw & Vences, 1994
- M. (Hylobatrachus) Laurent, 1943
- M. (Maitsomantis) Glaw & Vences, 2006
- M. (Ochthomantis) Glaw & Vences, 1994

### Arten
Die Gattung umfasst insgesamt 58 Arten. Es werden pro Jahr einige Arten in den Fließgewässern Madagaskars neu entdeckt, andere werden als Kryptospezies durch molekularbiologische Methoden von äußerlich sehr ähnlichen Arten isoliert.
Im Jahr 2022 wurden 20 neue Arten und vier neue Unterarten in der Untergattung Brygoomantis beschrieben.
Stand: 1. Januar 2023
- Mantidactylus
  - Mantidactylus grandidieri Mocquard, 1895
  - Mantidactylus guttulatus (Boulenger, 1881)
  - Mantidactylus radaka Rancilhac, Bruy, Scherz, Pereira Silva, Preick, Straube, Lyra, Ohler, Streicher, Andreone, Crottini, Hutter, Randrianantoandro, Rakotoarison, Glaw, Hofreiter &   Vences, 2020[8]

- Brygoomantis
  - Mantidactylus alutus (Peracca, 1893)
  - Mantidactylus ambohimitombi Boulenger, 1919
    - Mantidactylus ambohimitombi ambohimitombi Boulenger, 1919
    - Mantidactylus ambohimitombi marefo Scherz, Crottini, Hutter, Hildenbrand, Andreone, Fulgence, Köhler, Ndriantsoa, Ohler, Preick, Rakotoarison, Rancilhac, Streicher, Vieites, Köhler, Hofreiter, Glaw & Vences, 2022[7]
    - Mantidactylus ambohimitombi miloko Scherz, Crottini, Hutter, Hildenbrand, Andreone, Fulgence, Köhler, Ndriantsoa, Ohler, Preick, Rakotoarison, Rancilhac, Streicher, Vieites, Köhler, Hofreiter, Glaw & Vences, 2022[7]

  - Mantidactylus augustini Scherz, Crottini, Hutter, Hildenbrand, Andreone, Fulgence, Köhler, Ndriantsoa, Ohler, Preick, Rakotoarison, Rancilhac, Streicher, Vieites, Köhler, Hofreiter, Glaw & Vences, 2022[7]
  - Mantidactylus bellyi Mocquard, 1895
  - Mantidactylus betsileanus (Boulenger, 1882)
  - Mantidactylus biporus (Boulenger, 1889)
  - Mantidactylus bletzae Scherz, Crottini, Hutter, Hildenbrand, Andreone, Fulgence, Köhler, Ndriantsoa, Ohler, Preick, Rakotoarison, Rancilhac, Streicher, Vieites, Köhler, Hofreiter, Glaw & Vences, 2022[7]
  - Mantidactylus bourgati Guibé, 1974
  - Mantidactylus brevirostris Scherz, Crottini, Hutter, Hildenbrand, Andreone, Fulgence, Köhler, Ndriantsoa, Ohler, Preick, Rakotoarison, Rancilhac, Streicher, Vieites, Köhler, Hofreiter, Glaw & Vences, 2022[7]
  - Mantidactylus curtus (Boulenger, 1882)
  - Mantidactylus eulenbergeri Scherz, Crottini, Hutter, Hildenbrand, Andreone, Fulgence, Köhler, Ndriantsoa, Ohler, Preick, Rakotoarison, Rancilhac, Streicher, Vieites, Köhler, Hofreiter, Glaw & Vences, 2022[7]
  - Mantidactylus fergusoni Scherz, Crottini, Hutter, Hildenbrand, Andreone, Fulgence, Köhler, Ndriantsoa, Ohler, Preick, Rakotoarison, Rancilhac, Streicher, Vieites, Köhler, Hofreiter, Glaw & Vences, 2022[7]
  - Mantidactylus georgei Scherz, Crottini, Hutter, Hildenbrand, Andreone, Fulgence, Köhler, Ndriantsoa, Ohler, Preick, Rakotoarison, Rancilhac, Streicher, Vieites, Köhler, Hofreiter, Glaw & Vences, 2022[7]
  - Mantidactylus glosi Scherz, Crottini, Hutter, Hildenbrand, Andreone, Fulgence, Köhler, Ndriantsoa, Ohler, Preick, Rakotoarison, Rancilhac, Streicher, Vieites, Köhler, Hofreiter, Glaw & Vences, 2022[7]
  - Mantidactylus grubenmanni Scherz, Crottini, Hutter, Hildenbrand, Andreone, Fulgence, Köhler, Ndriantsoa, Ohler, Preick, Rakotoarison, Rancilhac, Streicher, Vieites, Köhler, Hofreiter, Glaw & Vences, 2022[7]
  - Mantidactylus gudrunae Scherz, Crottini, Hutter, Hildenbrand, Andreone, Fulgence, Köhler, Ndriantsoa, Ohler, Preick, Rakotoarison, Rancilhac, Streicher, Vieites, Köhler, Hofreiter, Glaw & Vences, 2022[7]
  - Mantidactylus inaudax (Peracca, 1893)
  - Mantidactylus incognitus Scherz, Crottini, Hutter, Hildenbrand, Andreone, Fulgence, Köhler, Ndriantsoa, Ohler, Preick, Rakotoarison, Rancilhac, Streicher, Vieites, Köhler, Hofreiter, Glaw & Vences, 2022[7]
  - Mantidactylus katae Scherz, Crottini, Hutter, Hildenbrand, Andreone, Fulgence, Köhler, Ndriantsoa, Ohler, Preick, Rakotoarison, Rancilhac, Streicher, Vieites, Köhler, Hofreiter, Glaw & Vences, 2022[7]
  - Mantidactylus kortei Scherz, Crottini, Hutter, Hildenbrand, Andreone, Fulgence, Köhler, Ndriantsoa, Ohler, Preick, Rakotoarison, Rancilhac, Streicher, Vieites, Köhler, Hofreiter, Glaw & Vences, 2022[7]
  - Mantidactylus jahnarum Scherz, Crottini, Hutter, Hildenbrand, Andreone, Fulgence, Köhler, Ndriantsoa, Ohler, Preick, Rakotoarison, Rancilhac, Streicher, Vieites, Köhler, Hofreiter, Glaw & Vences, 2022[7]
  - Mantidactylus jonasi Scherz, Crottini, Hutter, Hildenbrand, Andreone, Fulgence, Köhler, Ndriantsoa, Ohler, Preick, Rakotoarison, Rancilhac, Streicher, Vieites, Köhler, Hofreiter, Glaw & Vences, 2022[7]
  - Mantidactylus madecassus (Millot & Guibé, 1950)
  - Mantidactylus mahery Scherz, Crottini, Hutter, Hildenbrand, Andreone, Fulgence, Köhler, Ndriantsoa, Ohler, Preick, Rakotoarison, Rancilhac, Streicher, Vieites, Köhler, Hofreiter, Glaw & Vences, 2022[7]
  - Mantidactylus manerana Scherz, Crottini, Hutter, Hildenbrand, Andreone, Fulgence, Köhler, Ndriantsoa, Ohler, Preick, Rakotoarison, Rancilhac, Streicher, Vieites, Köhler, Hofreiter, Glaw & Vences, 2022[7]
    - Mantidactylus manerana manerana Scherz, Crottini, Hutter, Hildenbrand, Andreone, Fulgence, Köhler, Ndriantsoa, Ohler, Preick, Rakotoarison, Rancilhac, Streicher, Vieites, Köhler, Hofreiter, Glaw & Vences, 2022[7]
    - Mantidactylus manerana fotaka Scherz, Crottini, Hutter, Hildenbrand, Andreone, Fulgence, Köhler, Ndriantsoa, Ohler, Preick, Rakotoarison, Rancilhac, Streicher, Vieites, Köhler, Hofreiter, Glaw & Vences, 2022[7]
    - Mantidactylus manerana antsanga Scherz, Crottini, Hutter, Hildenbrand, Andreone, Fulgence, Köhler, Ndriantsoa, Ohler, Preick, Rakotoarison, Rancilhac, Streicher, Vieites, Köhler, Hofreiter, Glaw & Vences, 2022[7]

  - Mantidactylus marintsoai Scherz, Crottini, Hutter, Hildenbrand, Andreone, Fulgence, Köhler, Ndriantsoa, Ohler, Preick, Rakotoarison, Rancilhac, Streicher, Vieites, Köhler, Hofreiter, Glaw & Vences, 2022[7]
  - Mantidactylus noralottae Mercurio & Andreone, 2007
  - Mantidactylus pauliani Guibé, 1974
  - Mantidactylus riparius Scherz, Crottini, Hutter, Hildenbrand, Andreone, Fulgence, Köhler, Ndriantsoa, Ohler, Preick, Rakotoarison, Rancilhac, Streicher, Vieites, Köhler, Hofreiter, Glaw & Vences, 2022[7]
  - Mantidactylus schulzi Vences, Hildenbrand, Warmuth, Andreone & Glaw, 2018
  - Mantidactylus steinfartzi Scherz, Crottini, Hutter, Hildenbrand, Andreone, Fulgence, Köhler, Ndriantsoa, Ohler, Preick, Rakotoarison, Rancilhac, Streicher, Vieites, Köhler, Hofreiter, Glaw & Vences, 2022[7]
  - Mantidactylus stelliger Scherz, Crottini, Hutter, Hildenbrand, Andreone, Fulgence, Köhler, Ndriantsoa, Ohler, Preick, Rakotoarison, Rancilhac, Streicher, Vieites, Köhler, Hofreiter, Glaw & Vences, 2022[7]
  - Mantidactylus tricinctus (Guibé, 1947)
  - Mantidactylus tripunctatus Angel, 1930
  - Mantidactylus ulcerosus (Boettger, 1880)

- Chonomantis
  - Mantidactylus aerumnalis (Peracca, 1893)
  - Mantidactylus albofrenatus (Müller, 1892)
  - Mantidactylus brevipalmatus Ahl, 1929
  - Mantidactylus charlotteae Vences & Glaw, 2004
  - Mantidactylus delormei Angel, 1938
  - Mantidactylus melanopleura (Mocquard, 1901)
  - Mantidactylus opiparis (Peracca, 1893)
  - Mantidactylus paidroa Bora, Ramilijaona, Raminosoa & Vences, 2011
  - Mantidactylus zipperi Vences and Glaw, 2004

- Hylobatrachus
  - Mantidactylus atsimo Scherz, Glaw, Hutter, Bletz, Rakotoarison, Köhler & Vences, 2019
  - Mantidactylus cowanii (Boulenger, 1882)
  - Mantidactylus lugubris (Duméril, 1853)
  - Mantidactylus petakorona Scherz, Glaw, Hutter, Bletz, Rakotoarison, Köhler & Vences, 2019

- Maitsomantis
  - Mantidactylus argenteus Methuen, 1920

- Ochthomantis
  - Mantidactylus ambreensis Mocquard, 1895
  - Mantidactylus ambony Scherz, Rasolonjatovo, Köhler, Rancilhac, Rakotoarison, Raselimanana, Ohler, Preick, Hofreiter, Glaw & Vences, 2020[9]
  - Mantidactylus femoralis (Boulenger, 1882)
  - Mantidactylus majori Boulenger, 1896
  - Mantidactylus mocquardi Angel, 1929
  - Mantidactylus zolitschka Glaw & Vences, 2004

Mantidactylus multiplicatus Boettger, 1913 wurde mit Mantdactylus betsyleanus (Boulenger, 1882) synonymisiert.